# Julius J. Epstein
Pour les articles homonymes, voir Epstein et Julius Epstein (pianiste).
Julius J. Epstein (né le 22 août 1909 à New York dans le Lower East Side, et mort le 30 décembre 2000 à Los Angeles) est un scénariste américain, qui a eu une longue carrière, marquée par l'adaptation, avec son frère jumeau Philip G. Epstein et d'autres scénaristes, de la pièce Everybody Comes to Rick's pour écrire le scénario du film Casablanca en 1942. Lui et ses collaborateurs reçurent un Oscar pour ce scénario. Après la mort de son frère en 1952, il continua d'écrire, remportant deux nominations de plus à l'Oscar, et, en 1998, un prix de fin de carrière du Los Angeles Film Critics Association. Il signa notamment les scénarios de :  Rêves de jeunesse (1938), Fiancée contre remboursement (1941), The Man Who Came to Dinner (1942), M.. Skeffington (1944), Le Tendre Piège (The Tender Trap) de Charles Walters (1955), Lumière sur la piazza (1962), Ne m'envoyez pas de fleurs (1964), Pete 'n' Tillie (1972) et Reuben, Reuben (1983).

## Biographie
Epstein sortit de l'Université d'État de Pennsylvanie en 1931, avec un diplôme en Arts et Lettres. Lui et son frère étaient des boxeurs.
Jack Warner, dirigeant de Warner Brothers, eut une relation tumultueuse avec le duo de scénaristes.  Il déplora leurs farces, leurs habitudes de travail et les horaires qu'ils avaient.  En 1952, Warner donna les noms des frères Epstein  au House Un-American Activities Committee (HUAC). Sur un questionnaire de l'HUAC, quand on leur demanda s'ils étaient membres d'une "organisation subversive", ils écrivirent : "Oui. Warner Brothers."
Epstein est l'oncle de Leslie Epstein (en), directeur de le programme d'écriture créative à l'Université de Boston et romancier réputé, et le grand-oncle de Theo Epstein, le président des Cubs de Chicago de la Ligue majeure de baseball.